# Elly van Hulst
Elisa ("Elly") Maria van Hulst (née le 9 juin 1959 à Culemborg) est une athlète néerlandaise spécialiste des courses de fond.

## Carrière
Elle obtient ses plus grandes victoires lors des Championnats internationaux disputés en salle. Vainqueure du 1 500 mètres des Jeux mondiaux en salle 1985, elle remporte le titre du 3 000 m des Championnats du monde 1989 en établissant un nouveau record du monde de la distance en 8 min 33 s 82. Elly van Hulst remporte également trois titres consécutifs lors des Championnats d'Europe en salle, en 1988, 1989 et 1990, et décroche deux médailles d'argent en 1984 et 1987.
Elle remporte 68 titres lors des championnats des Pays-Bas. Elle est élue sportive néerlandaise de l'année 1989.

## Records
- Record du monde du 3 000 m en salle : 8 min 33 s 82, le 4 mars 1989 à Budapest.

## Palmarès
| Date | Compétition                    | Lieu      | Place | Épreuve |
| ---- | ------------------------------ | --------- | ----- | ------- |
| 1984 | Championnats d'Europe en salle | Göteborg  | 2e    | 1 500 m |
| 1985 | Jeux mondiaux en salle         | Paris     | 1re   | 1 500 m |
| 1987 | Championnats d'Europe en salle | Liévin    | 2e    | 3 000 m |
| 1987 | Finale du Grand Prix           | Bruxelles | 1re   | Mile    |
| 1988 | Championnats d'Europe en salle | Budapest  | 1re   | 3 000 m |
| 1988 | Finale du Grand Prix           | Berlin    | 3e    | Mile    |
| 1989 | Championnats d'Europe en salle | La Haye   | 1re   | 3 000 m |
| 1989 | Championnats du monde en salle | Budapest  | 1re   | 3 000 m |
| 1989 | Finale du Grand Prix           | Monaco    | 2e    | 3 000 m |
| 1990 | Championnats d'Europe en salle | Glasgow   | 1re   | 3 000 m |